# Unione Sportiva Pistoiese 1976-1977
Questa voce raccoglie le informazioni riguardanti l'Unione Sportiva Pistoiese nelle competizioni ufficiali della stagione 1976-1977.

## Rosa
| N. |                   | Ruolo | Calciatore             |
| -- | ----------------- | ----- | ---------------------- |
|    | Italia (bandiera) | C     | Sergio Borgo           |
|    | Italia (bandiera) | D     | Sergio Brio            |
|    | Italia (bandiera) | C     | Roberto Cenci          |
|    | Italia (bandiera) | D     | Mauro Cini             |
|    | Italia (bandiera) | A     | Paolo Colombi          |
|    | Italia (bandiera) | D     | Arnaldo Crema          |
|    | Italia (bandiera) | C     | Giampiero Dalle Vedove |
|    | Italia (bandiera) | D     | Stefano Di Chiara      |
|    | Italia (bandiera) |       | Francioni              |
|    | Italia (bandiera) | A     | Emanuele Gattelli      |

| N. |                   | Ruolo | Calciatore         |
| -- | ----------------- | ----- | ------------------ |
|    | Italia (bandiera) | D     | Carmelo La Rocca   |
|    | Italia (bandiera) | A     | Remo Luzi          |
|    | Italia (bandiera) | D     | Luciano Menconi    |
|    | Italia (bandiera) | C     | Giovanni Ottonello |
|    | Italia (bandiera) | C     | Alessandro Paesano |
|    | Italia (bandiera) | C     | Carmelo Palilla    |
|    | Italia (bandiera) | A     | Tiziano Panozzo    |
|    | Italia (bandiera) | C     | Giuseppe Picella   |
|    | Italia (bandiera) | P     | Sergio Settini     |
|    | Italia (bandiera) | P     | Lido Vieri         |